# Землетрус у Тибеті (2025)
Землетрус у Тибеті — землетрус магнітудою 7,1, що стався 7 січня 2025 року о 09:05 CST (UTC+8) в повіті Тінгрі, розташованому в Тибетському автономному районі на південному заході Китаю. Його епіцентр знаходився за 181 км на північ від індійського міста Дарджилінг й 87 км на північний схід від Евересту. Загинуло 126 людей, постраждали - 337 осіб. Через землетрус травмована одна людина та пошкоджено кілька будівель у Непалі, завдано незначної шкоди на півночі Індії, а сильні поштовхи відчувалися по всій Південній Азії. Це був найсильніший землетрус у Китаї з січня 2024 року та наймасштабніший із грудня 2023 року.

## Тектонічна структура
Тибетське плато досягає високої висоти завдяки потовщенню земної кори, пов'язаному з конвергенцією вздовж Гімалаїв. Розломи в межах плато пов'язані зі зсувом і звичайними земними процесами. Плато простягається в напрямку зі сходу на захід, про що свідчать грабени, що розташовуються з півночі на південь, зсувні розломи та дані GPS. Найбільші землетруси в Тибеті з магнітудою 8,0 або подібні відбуваються вздовж зсувних розломів. Звичайні розломні землетруси менші за магнітудою; у 2008 році в різних місцях плато сталося п'ять землетрусів зі звичайними розломами магнітудою від 5,9 до 7,1. Ці землетруси відбувалися на розломах з кутами падіння від 40 до 50 градусів і поширювалися на глибину від 10 до 15 км. Дослідження 2010 року в «Geophysical Journal International», що проводилося протягом останніх 43 років визначило, що 85 % сейсмічного моменту, вивільненого під час звичайних розломів, виникало в зонах понад 5 км глибиною. Це може свідчити про те, що звичайні розломні землетруси залежать від гравітаційної потенційної енергії, щоб викликати ці розриви.

## Землетрус

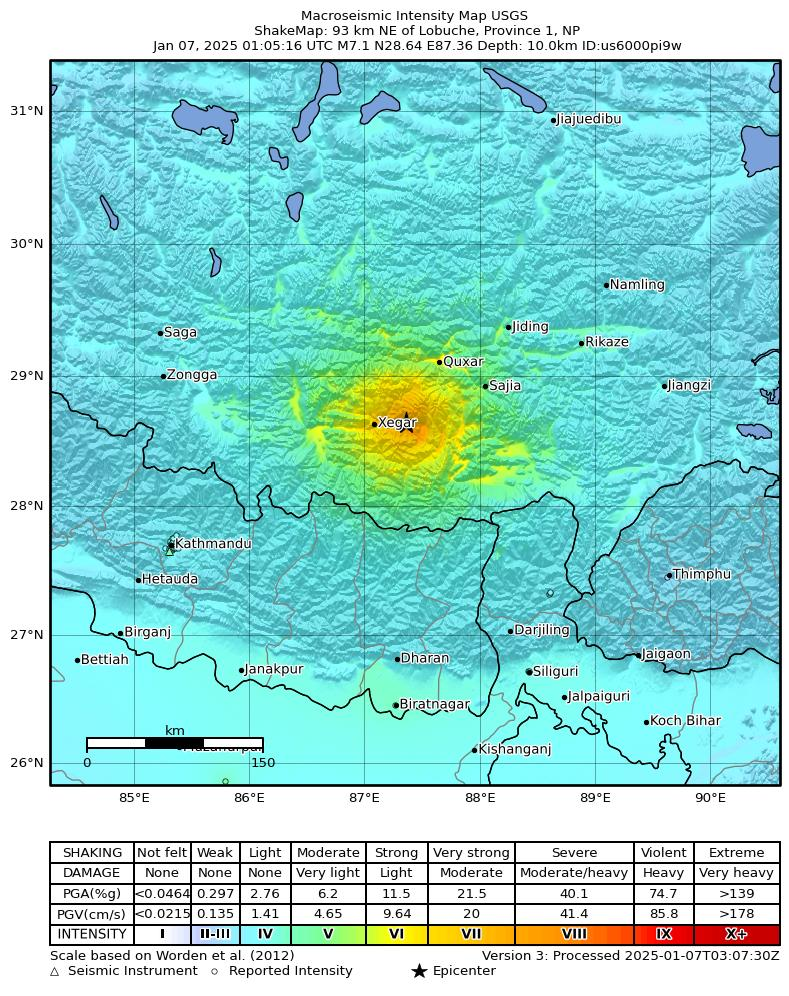
USGS ShakeMap

Геологічна служба США повідомила, що землетрус мав магнітуду 7,1, тоді як Китайський центр землетрусів повідомив про його магнітуду в 6,8. Він стався в результаті розлому в межах Тибетського плато. Описання за механізмом фокуса вказують на те, що розрив стався на розломі, що простягається з півночі на південь, з помірним зануренням або на схід, або на захід. Моделювання розриву, проведене Службою геологічних досліджень США, показало рух уздовж розлому, що простягається з північного сходу на північний захід із нахилом на захід-північний захід, або уздовж розлому, що простягається з північного заходу на північний схід із нахилом на схід-північний схід. В обох рішеннях спів сейсмічний зсув відбувався приблизно на 80 км уздовж розлому і досягав глибини 20 км. Максимальний зсув у цих моделях становив відповідно 1,6 м та 1,3 м Сейсмологи Китайського центру сейсмологічних мереж зазначили, що основний поштовх виник у межах террейну Лхаса — блоку земної кори, який є частиною плато. Геологічна активність спричиняє стиснення з півночі на південь і розтягнення зі сходу на захід у межах плато, що відбувається через розломи.
Поштовхи відчувалися на великій відстані, досягнувши Катманду, столиці Непалу, приблизно за 400 км від епіцентру, де мешканці в паніці залишали свої домівки. Сильні коливання також спостерігалися в районах поблизу гори Еверест, зокрема в Лобуче та Намче. Вплив землетрусу поширився на Тхімпху, столицю Бутану, а також на північні індійські штати Біхар, Ассам і Західний Бенгал.
У результаті землетрусу в Тибеті, станом на 10 січня 2025 року, загинули 126 людей, постраждали 337 осіб, включаючи 32 смерті в повіті Тінгрі; 2 в повіті Лхацзе; і 2 в повіті Саг'я. У повіті Тінгрі, поблизу епіцентру, обвалилося понад 1 000 будинків. У селах по всьому повіту Тінгрі було зафіксовано 3600 обвалів  будинків, через що мешканці опинилися під завалами. Жертви були зареєстровані в трьох сільських районах цього повіту. У повіті Лхацзе пошкоджено готель. У Непалі одна людина була поранена в Катманду, один будинок обвалився, ще чотири та поліційна дільниця були пошкоджені в провінції Коші. У штаті Біхар, Індія, кілька будинків були незначно пошкоджені в районі Самастіпур.

## Наслідки

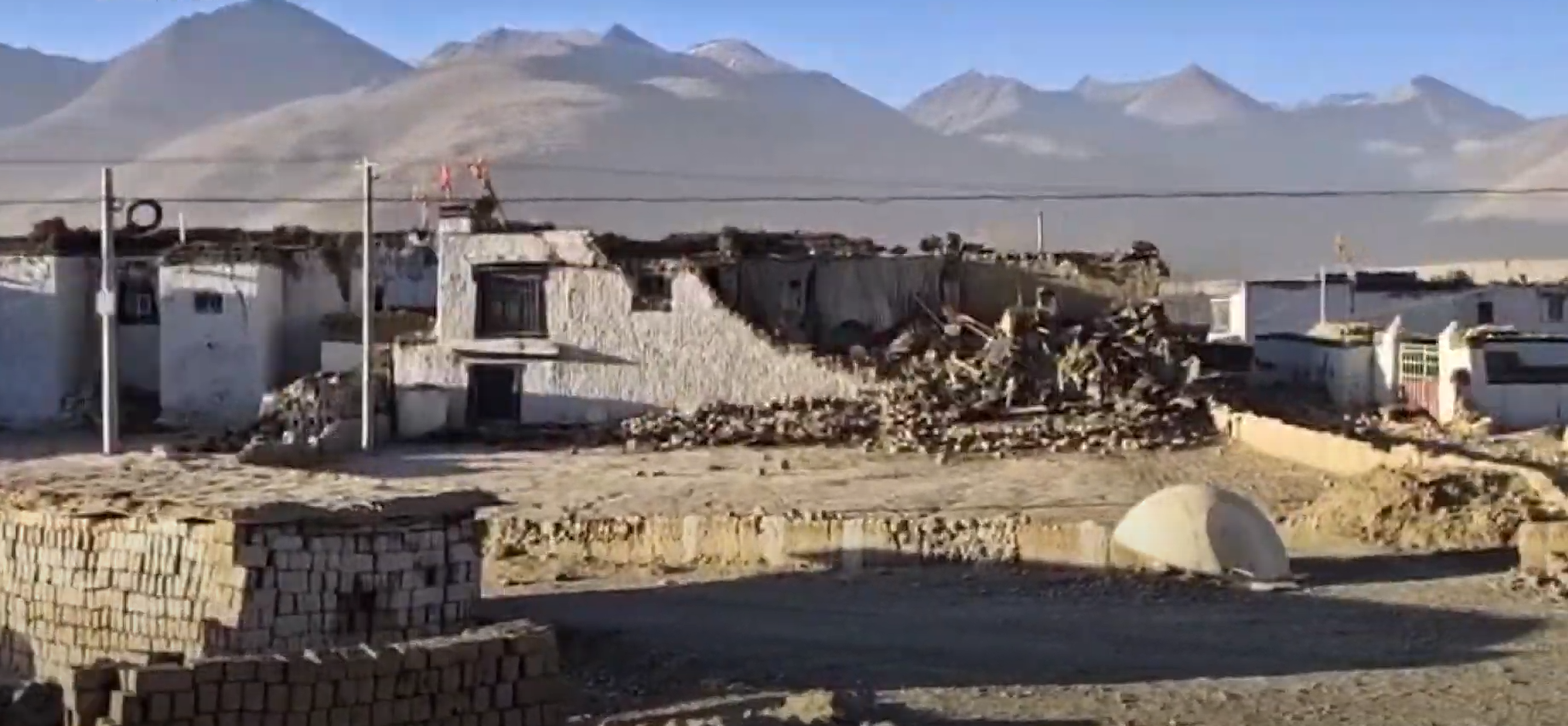
Наслідки землетрусу в окрузі Дінгрі

Після землетрусу до епіцентру було направлено понад 1 500 рятувальників, 75 автомобілів, чотирьох пошукових собак і 7 030 одиниць обладнання. Метеорологічне управління Китаю оголосила третій рівень надзвичайної небезпеки для цього регіону. Щоб запобігти подальшим жертвам під час поштовхів, жителів евакуювали. Місцеві органи влади також залучили ресурси транспортного, водного господарства та сільських адміністративних відділів для допомоги у рятувальних роботах. Міністерство КНР з питань надзвичайних ситуацій спільно з управлінням продовольства та стратегічних резервів оперативно передали 22 000 одиниць централізованої гуманітарної допомоги, включно з бавовняними наметами, куртками, ковдрами, розкладними ліжками, а також спеціальними матеріалами для регіонів із холодним кліматом і високогір'ям. Західне командування Народно-визвольної армії також було мобілізовано для надання допомоги. Туристичний район гори Джомолунгма був тимчасово закритий.
Сі Цзіньпін, генеральний секретар Комуністичної партії Китаю, «віддав наказ про проведення всебічних рятувальних заходів». Він закликав відповідні органи лікувати постраждалих, відновити пошкоджену інфраструктуру та переселити біженців. У Непалі в райони, постраждалі від землетрусу, перекинули сили безпеки.
7 січня, 30 офіцерів і солдатів тибетського контингенту Народної збройної поліції, прибули до постраждалого від землетрусу регіону Шигацзе, тоді як 359 інших офіцерів і солдатів виїхали до зони епіцентру.